# Englerodaphne pilosa
Englerodaphne pilosa är en tibastväxtart som beskrevs av Burtt Davy. Englerodaphne pilosa ingår i släktet Englerodaphne och familjen tibastväxter. Inga underarter finns listade i Catalogue of Life.